# Pedro Blanes Viale
Pedro Blanes Viale (Mercedes, 19 de mayo de 1878 - Montevideo, 22 de julio de 1926) fue un pintor uruguayo.

## Biografía
Su padre nació en Artá, Mallorca, España, y su sobrino era el pintor español José Francisco Sureda y Blanes. Recibió su adiestramiento inicial bajo la instrucción de Juan Mestre. En el año 1893 se mudó junto a su familia a Mallorca, y en los años siguientes realizó una serie de viajes de ida y retorno a su terruño. Las academias que Blanes frecuentaba eran de inclinación academicista.

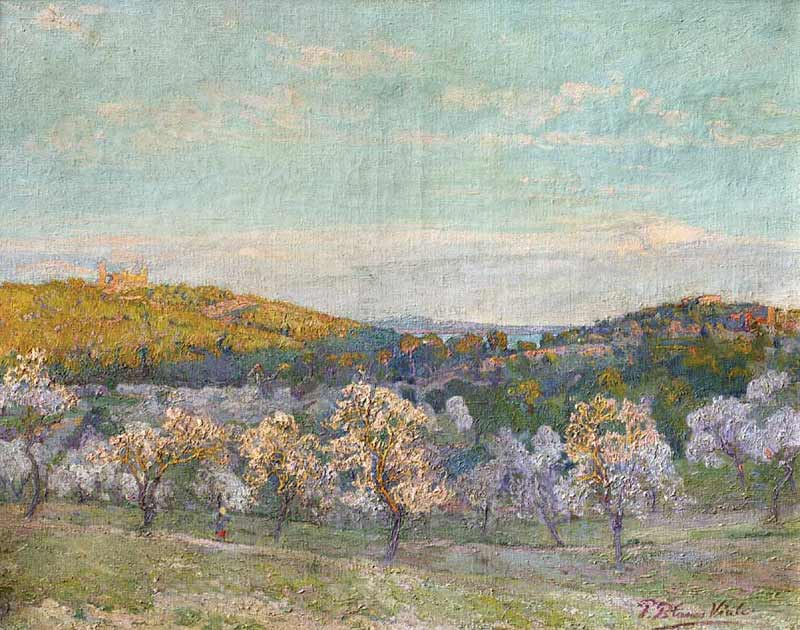
Castillo de Bellver (Mallorca)

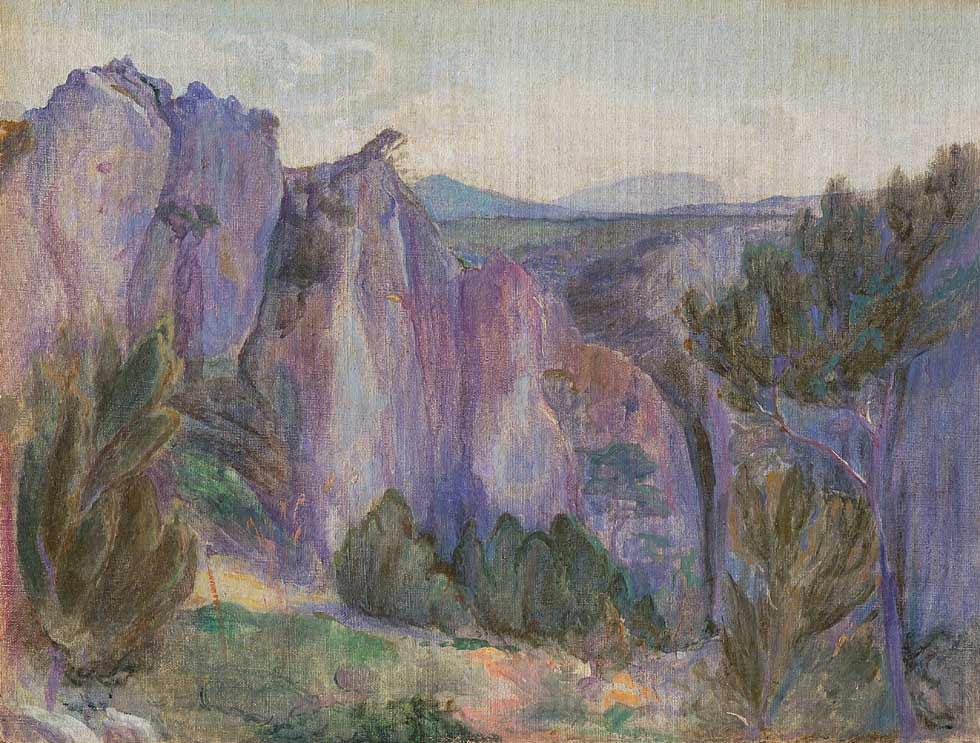
Las grutas

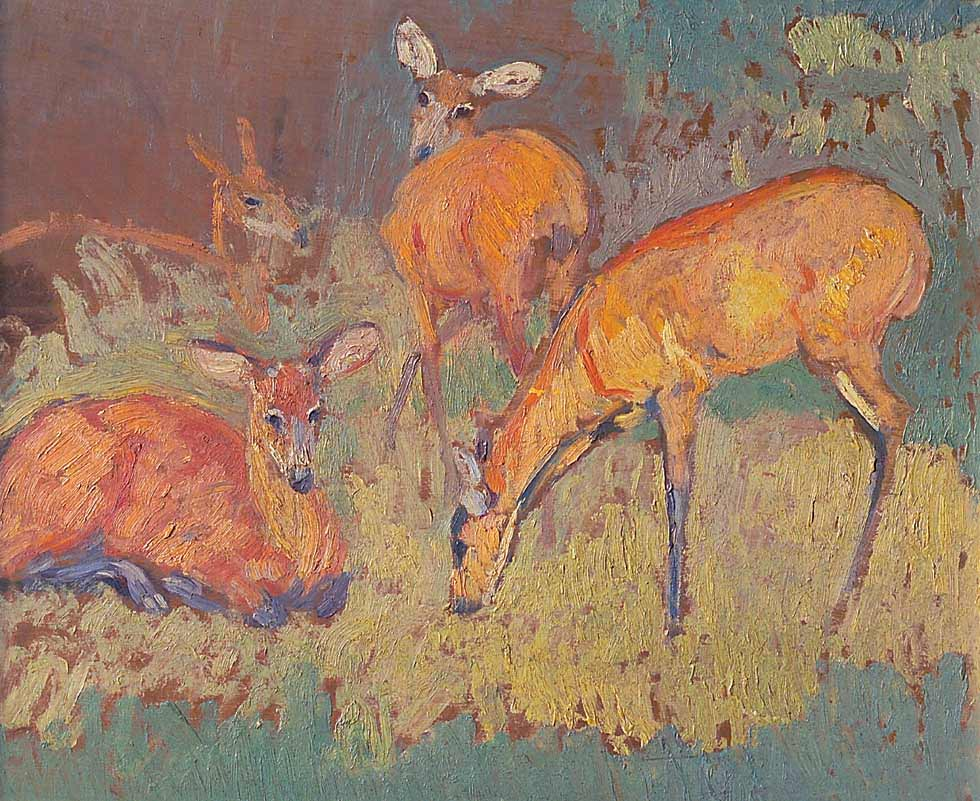
Ciervos

En Mallorca, y a inicios del siglo XX, fue influenciado por artistas catalanes como Santiago Rusiñol, Joaquín Mir y Anglada Camarasa, y practicó pintura al aire libre. Blanes experimentó una variedad de géneros, tales como el costumbrismo, religioso, paisajismo e histórico.
Obras destacadas en el Museo Nacional de Artes Visuales:
- Jardín Mallorquino (1906-1907)
- Retrato de Ema Castro de Figari (1907)
- Recuerdo de la Isla Madera (1915)
- Las glicinas (1923)